# Comuna Palciîk, Katerînopil
Palciîk (în ucraineană Пальчик) este o comună în raionul Katerînopil, regiunea Cerkasî, Ucraina, formată din satele Lukivka și Palciîk (reședința).

## Demografie
Componența lingvistică a comunei Palciîk
     Ucraineană (97,78%)
     Rusă (1,44%)
     Alte limbi (0,39%)
Conform recensământului din 2001, majoritatea populației comunei Palciîk era vorbitoare de ucraineană (97,78%), existând în minoritate și vorbitori de rusă (1,44%).